# 1982-2000
1982-2000 je kompilacija hitova švedskog heavy metal sastava Europe. Zapravo je to ponovno izdanje albuma 1982-1992, drugačije naslovnice i dodatne pjesme "The Final Countdown 2000".

## Popis pjesama
1. "In the Future to Come" (Tempest) – 5:00
2. "Seven Doors Hotel" (Tempest) – 5:15
3. "Stormwind" (Tempest) – 4:23
4. "Open Your Heart" (Tempest) – 4:01
5. "Scream of Anger" (Tempest, Jacob) – 4:04
6. "Dreamer" (Tempest) – 4:19
7. "The Final Countdown" (Tempest) – 5:09
8. "On Broken Wings" (Tempest) – 3:43
9. "Rock the Night" (Tempest) – 4:04
10. "Carrie" (Tempest, Michaeli) – 4:30
11. "Cherokee" (Tempest) – 4:12
12. "Superstitious" (Tempest) – 4:33
13. "Ready or Not" (Tempest) – 4:03
14. "Prisoners in Paradise" (Tempest) – 4:29
15. "I'll Cry for You" [akust.] (Tempest, Graham) – 3:58
16. "Sweet Love Child" (Tempest, Marcello, Michaeli) – 4:57
17. "Yesterday's News" (Tempest, Marcello, Levén, Haugland, Michaeli) – 5:27
18. "The Final Countdown 2000" (Tempest) – 3:49

## Izvođači
- Joey Tempest - vokal, akustična gitara, klavijature (sve pjesme)
- John Norum - električna gitara, prateći vokal (od 1. do 11. pjesme)
- Kee Marcello - gitara, prateći vokal (od 12. do 17. pjesme)
- John Levén - bas-gitara (od 1. do 17. pjesme)
- Mic Michaeli - klavijature, prateći vokal (od 7. do 17. pjesme)
- Tony Reno - bubnjevi (od 1. do 6. pjesme)
- Ian Haugland - bubnjevi, prateći vokali (od 7. do 17. pjesme)
- Nate Winger - prateći vokal (14., 16. i 17. pjesma)
- Paul Winger - prateći vokal (14., 16. i 17. pjesma)